# Deklaracija o neodvisnosti Slovenije
Deklaracija ob neodvisnosti je dokument, ki ga je 25. junija 1991 sprejela takratna skupščina Republike Slovenije in ki skupaj z ustavnim zakonom za uresničitev Temeljne ustavne listine o samostojnosti in neodvisnosti Slovenije ter več zakoni, s katerimi je Slovenija prevzela prejšnje pristojnosti federacije na svojem ozemlju, predstavlja temelj slovenske državnosti.